# Masahiro Nagata
Masahiro Nagata (1887 ?) è stato un astronomo amatoriale giapponese.
Masahiro Nagata è stato un astrofilo nippo-americano, residente a Brawley, Contea di Imperial (California), di professione sopraintendente di una grande fattoria agricola.
È conosciuto per aver scoperto il 15 luglio 1931 la cometa non periodica C/1931 O1 Nagata, per questa scoperta gli è stata assegnata la 138° Donohoe Comet Medal.

## Nome
C'è una grande confusione circa il suo nome proprio:
- Masahiro Nagata[3]
- Masaji Nagata[1][4]
- Masani Nagata[5]
- Ma.sajl Nagata[6]
- Masaki Nagata[7]
- Masuji Nagata[8]
- Seiji Nagata[9] (unica fonte giapponese)